# Adèle Haenel
Adèle Haenel (* 1. ledna 1989 Paříž) je francouzská herečka. Césara pro nejlepší herečku obdržela za roli Madeleine Beaulieu v romantické komedii Láska na první boj (2014). Za ztvárnění postavy Marie Merevské v dramatu Suzanne (2013) získala Césara pro nejlepší herečku ve vedlejší roli.

## Životopis
Vyrůstala ve městě Montreuil blízko Paříže. Její matka je učitelka a její otec, který je rakouského původu, pracuje jako překladatel. Chodila na hodiny herectví a ve třinácti letech vyhrála casting na hlavní roli ve filmu Ďáblové, kde si zahrála po boku Vincenta Rottierse. Dala o sobě zvláště vědět rolí Floriane ve filmu Akvabely, za kterou byla v roce 2008 nominována na Césara. Následně se věnovala studiu, když se dostala do přípravných kurzů na ekonomii a obchod a poté na ekonomickou školu. V roce 2009 natočila ve Švýcarsku televizní film s názvem Déchaînées.
V letech 2010 a 2011 se opět vrátila k filmovému natáčení. V roce 2011 se objevila ve třech různých rolích ve filmech, mimo jiné ve snímku Nevěstinec od Bertranda Bonella. Roku 2014 získala cenu César pro nejlepší herečku ve vedlejší roli za film Suzanne. Během převzetí ceny učinila veřejný coming out, když přiznala lásku k režisérce Céline Sciamma, která ji režírovala v Akvabelách.
V březnu 2014 se objevila na divadelní prknech, ve hře Trois hommes verts od Valérie Mréjen a jejími kolegy byli Pascal Cervo, Gaëtan Vourc’h a Marie Losier. Poté ztvárnila hlavní ženskou postavu ve filmu Láska na první boj režiséra Thomase Cailleyho. Film byl představen na festivalu v Cannes v sekci Patnáctka režisérů, kde i soutěžil a tuto cenu vyhrál. V roce 2015 za tento film získala cenu César pro nejlepší herečku.
Během 45. ročníku udílení Césarů v únoru 2020 opustila s dalšími herečkami sál po vyhlášení vítězství Romana Polańského v kategorii nejlepšího režiséra. Vyjádřila tak protest proti umělci obviněnému ze znásilnění nezletilé, které se mělo odehrát v roce 1977. Odchod doprovodila zvoláním „hanba“ a „ať žije pedofilie“. Sama předtím obvinila režiséra Christopha Ruggiu ze sexuálního obtěžování během natáčení svého debutového snímku Ďáblové.

## Filmografie

### Celovečerní filmy

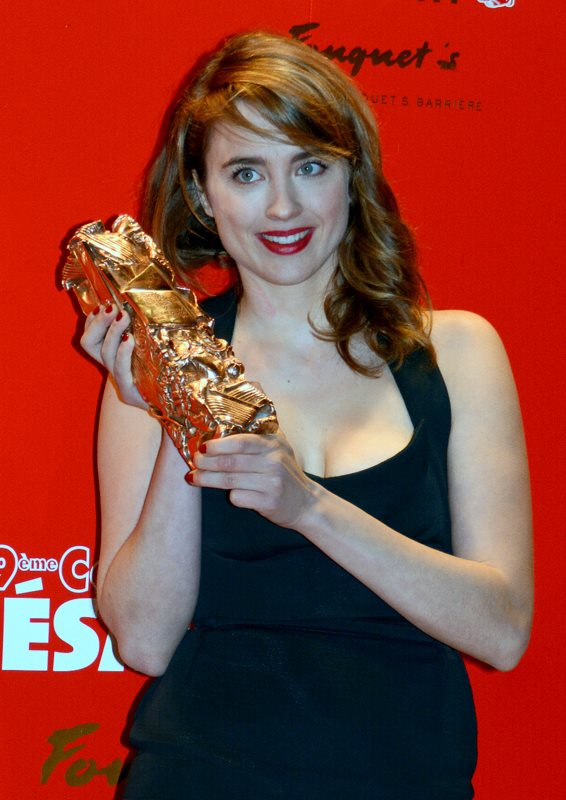
Adèle Haenel s Césarem pro nejlepší herečku ve vedlejší roli, 2014

| Rok  | Název                       | Role                | Režie                             |
| ---- | --------------------------- | ------------------- | --------------------------------- |
| 2002 | Ďáblové                     | Chloé               | Christophe Ruggia                 |
| 2007 | Akvabely                    | Floriane            | Céline Sciamma                    |
| 2011 | Na jih                      | Amélie              | Jean-Jacques Jauffret             |
| 2011 | En ville                    | Isabelle            | Valérie Mréjen a Bertrand Schefer |
| 2011 | Nevěstinec                  | Léa                 | Bertrand Bonello                  |
| 2012 | Trois mondes                | Marion Testard      | Catherine Corsini                 |
| 2012 | Alyah                       | Jeanne              | Elie Wajeman                      |
| 2013 | Suzanne                     | Maria Merevsky      | Katell Quillévéré                 |
| 2014 | Neodolatelný muž            | Agnès Le Roux       | André Téchiné                     |
| 2014 | Láska na první boj          | Madeleine Beaulieu  | Thomas Cailley                    |
| 2015 | Zakázaná komnata            | němá invalidní žena | Guy Maddin a Evan Johnson         |
| 2016 | Les Ogres                   | Mona                | Léa Fehner                        |
| 2016 | Neznámá dívka               | Jenny               | Bratři Dardennové                 |
| 2016 | Nocturama                   | mladá žena na kole  | Bertrand Bonello                  |
| 2017 | Sirotek                     | Renée               | Arnaud des Pallières              |
| 2017 | Die Blumen von gestern      | Zazie Lindeau       | Chris Kraus                       |
| 2017 | 120 BPM                     | Sophie              | Robin Campillo                    |
| 2018 | Potížista                   | Yvonne              | Pierre Salvadori                  |
| 2018 | Jedna země, jeden král      | Françoise           | Pierre Schoeller                  |
| 2019 | Jelenice                    | Denise              | Quentin Dupieux                   |
| 2019 | Portrét dívky v plamenech   | Héloïse             | Céline Sciamma                    |
| 2019 | Les Héros ne meurent jamais | Alice               | Aude-Léa Rapin                    |
| 2021 | Regard Noir (dokument)      | ona sama            | Aïssa Maïga                       |
| 2021 | Návrat do Remeše            | vypravěčka          | Jean-Gabriel Périot               |

### Televizní role
| Rok  | Název      | Role   | Režisér            |
| ---- | ---------- | ------ | ------------------ |
| 2009 | Déchaînées | Lucie  | Raymond Vouillamoz |
| 2011 | Goldman    | Jeanne | Christophe Blanc   |

### Krátké filmy
| Rok  | Název                  | Role       | Režisér                                    |
| ---- | ---------------------- | ---------- | ------------------------------------------ |
| 2009 | Les Grandes Forêts     | Lise       | Frédéric Guelaff                           |
| 2009 | Pauline                | Pauline    | Céline Sciamma                             |
| 2010 | Adieu Molitor          | přítelkyně | Christophe Régin                           |
| 2011 | Une heure avec Alice   | Alice      | Jean-Paul Civeyrac                         |
| 2011 | Les Enfants de la nuit | Henriette  | Caroline Deruas-Garrel a Olivier Berlemont |
| 2011 | Folks                  |            | Frédéric Guelaff                           |

## Ocenění a nominace

### Ocenění
| Název ceny                                                | Rok  | Kategorie                         | Název filmu        |
| --------------------------------------------------------- | ---- | --------------------------------- | ------------------ |
| Festival Cinéma tous écrans v Ženevě                      | 2009 | Nejlepší ženský herecký výkon     | Déchaînées         |
| Berlínský mezinárodní filmový festival                    | 2011 | Vycházející hvězda                | Nevěstinec         |
| Prix Lumières                                             | 2012 | Největší herecká naděje           | Nevěstinec         |
| César                                                     | 2014 | Nejlepší herečka ve vedlejší roli | Suzanne            |
| Filmový festival v Káhiře                                 | 2014 | Nejlepší herečka                  | Láska na první boj |
| César                                                     | 2015 | Nejlepší herečka                  | Láska na první boj |
| Cena Romy Schneider                                       | 2015 |                                   |                    |
| Mezinárodní filmový festival frankofonního filmu v Namuru | 2016 | Nejlepší herečka                  | Sirotek            |
| Trofeje francouzského filmu (Trophées du Film Français)   | 2020 | Osobnost roku 2019                |                    |

### Nominace
| Název ceny       | Rok  | Kategorie                         | Název filmu               |
| ---------------- | ---- | --------------------------------- | ------------------------- |
| César            | 2008 | Nejslibnější herečka              | Akvabely                  |
| César            | 2012 | Nejslibnější herečka              | Nevěstinec                |
| Globe de Cristal | 2015 | Nejlepší herečka                  | Láska na první boj        |
| César            | 2018 | Nejlepší herečka ve vedlejší roli | 120 BPM                   |
| César            | 2019 | Nejlepší herečka                  | Potížista                 |
| César            | 2020 | Nejlepší herečka                  | Portrét dívky v plamenech |